# Iglesia de la Inmaculada Concepción (Tánger)
La Iglesia de la Inmaculada Concepción  es una iglesia católica de Tánger, Marruecos, justo al oeste del Zoco Pequeño, en la calle Siaghin.

## Historia
Fue construida por el gobierno español, entre 1871, y 1880, fecha en que fue inaugurada.

## Descripción
Consta de una nave mayor, de mayor tamaño y tamaño que las laterales, terminando en una cabecera. Es usada por la comunidad cristiana de la ciudad, nativos y diplomáticos.